# Lake Ceres
Lake Ceres är en sjö i Australien.   Den ligger i delstaten Tasmanien, i den sydöstra delen av landet, 900 kilometer söder om huvudstaden Canberra. Lake Ceres ligger 907 meter över havet.